# Mariä Heimsuchung (Polling)

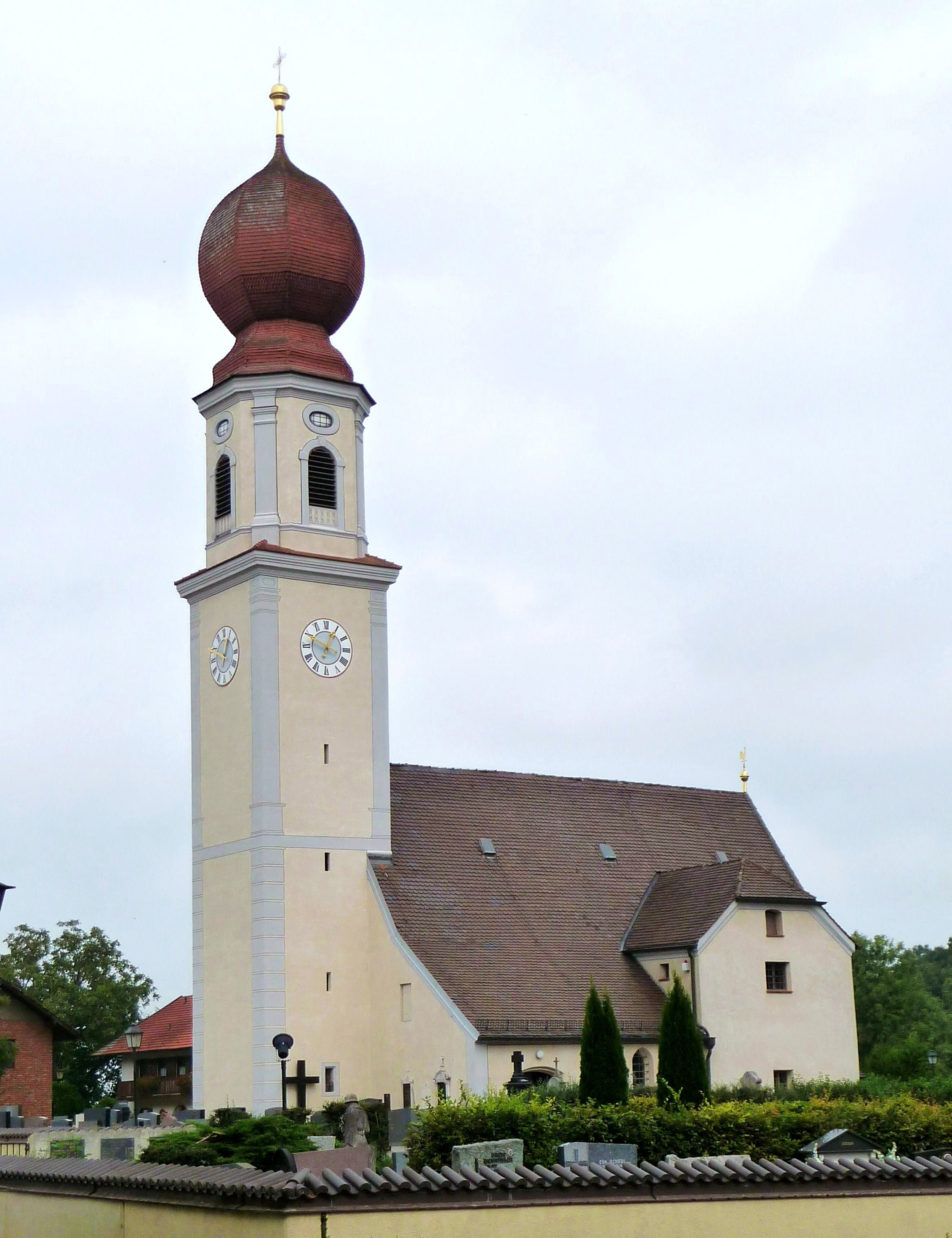
Mariä Heimsuchung in Polling

Die Kirche der römisch-katholischen Quasipfarrei Mariä Heimsuchung steht in Polling, einer Gemeinde im oberbayerischen Landkreis Mühldorf am Inn. Sie ist in der Liste der Baudenkmäler in Polling (bei Mühldorf am Inn) als Baudenkmal unter der Nr. D-1-83-136-3 eingetragen. Die Kuratie Polling ist Teil des Pfarrverbands Kraiburg-Flossing und gehört zum Dekanat Mühldorf im Erzbistum München und Freising.

## Beschreibung
Die spätgotische Saalkirche wurde im 15. Jahrhundert erbaut und 1758 nach einem Entwurf von Franz Alois Mayr barock umgestaltet. Sie besteht aus dem 1908 nach Westen verlängerten Langhaus, dem dreiseitig geschlossenen Chor im Osten, der Sakristei an der Südwand des Chors, in deren Obergeschoss sich ein Oratorium befindet, und dem Kirchturm auf quadratischem Grundriss im Westen. Der halb in das Langhaus eingestellte, um das achteckige barocke Obergeschoss erhöhte Turm enthält den Glockenstuhl und ist mit einer Zwiebelhaube bedeckt. Ein Vorbau steht an der Südwand des Langhauses.
Das Langhaus ist mit einem Tonnengewölbe überspannt, der Chor mit einem Stichkappengewölbe. Auf der Deckenmalerei im Langhaus ist der Heilige Wandel dargestellt. Der Hochaltar wurde 1720 aufgestellt, die Kanzel um 1740.